# Million Manhoef
Million Manhoef (* 3. Januar 2002 in Beemster, Niederlande) ist ein niederländischer Fußballspieler.
Er ist ein rechter Außenstürmer und spielt zurzeit bei Stoke City. Des Weiteren ist Manhoef auch Nachwuchsnationalspieler der Niederlande.

## Karriere

### Verein
Million Manhoef wurde in Beemster in der Nähe von Amsterdam geboren und spielte bei VPV Purmersteijn sowie bei den Amsterdamer Amateurvereinen AVV Zeeburgia und beim AFC Amsterdam, bevor er zu Vitesse Arnheim wechselte. Am 26. September 2020 gab er im Alter von 18 Jahren bei der 1:2-Niederlage bei Ajax Amsterdam sein Profidebüt in der Eredivisie. Während der Eredivisie 2020/21 kam Manhoef sporadisch zu Einsätzen für die Profimannschaft und erreichte mit dieser das Finale im KNVB-Beker, wobei er im Endspiel gegen Ajax Amsterdam nicht eingesetzt wurde. Vitesse Arnheim qualifizierte sich für die neugegründete UEFA Europa Conference League, wo der Verein aus Arnhem (deutsch Arnheim) unweit der deutschen Grenze das Achtelfinale erreichte und dort gegen die AS Rom ausschied. Im Ligaalltag stand Million Manhoef bei seinen wenigen Einsätzen des Öfteren in der Anfangself und insbesondere in der Endphase der Spielzeit 2021/22 gehörte er zur Stammformation der Arnheimer, wobei er oft als linker Mittelfeldspieler eingesetzt wurde. Vitesse Arnheim qualifizierte sich für die ligainternen Play-offs um die Teilnahme an der Europa Conference League und setzte sich im Halbfinale gegen den FC Utrecht durch, scheiterte im Finale allerdings an AZ Alkmaar. In der Saison 2022/23 gelang Manhoef schließlich der Durchbruch, als er sich als Stammspieler auf der Position des rechten Außenstürmers behauptete. Vitesse Arnheim kämpfte in dieser Saison eher gegen den Abstieg als um die Teilnahme am internationalen Geschäft, doch mit fünf Vorlagen und neun selbst erzielten Toren trug er schließlich zum Klassenerhalt bei. Auch in der darauffolgenden Saison blieb Million Manhoef Teil der Stammelf und kam in fast jedem Spiel zum Einsatz – nur einmal war er Einwechselspieler –, doch er blieb nur ein halbes Jahr und entschloss sich dann zu einem Vereinswechsel.
Anfang Februar 2024 wechselte er zu Stoke City in die EFL Championship.

### Nationalmannschaft
Million Manhoef ist ein niederländischer Nachwuchsnationalspieler und vertrat das Nachbarland Deutschlands in den Altersklassen U16, U17 und U21.